# Caerostris darwini
Nhện vỏ cây Darwin (Caerostris darwini) là một loài nhện trong họ Araneidae. 
Loài nhện này được phát hiện ở Madagascar trong Vườn quốc gia Andasibe-Mantadia trong năm 2009. Tên loài được đặt theo nhà tự nhiên học Charles Darwin. Một số sợi tơ nhện loài nhện C. darwini bắc qua một dòng sông, đặc biệt thể hiện chiều dài của sợi tơ. Loài nhện này có bề ngoài trông giống như vỏ cây. 
Tơ loài nhện này là vật liệu sinh học dai nhất từng được nghiên cứu, dai gấp mười lần sợi Kevlar có kích thước tương tự - loại sợi sử dụng cho áo giáp chống đạn. Độ bền trung bình của các sợi là 350 MJ/m3, và một số lên đến 520 MJ/m3, làm cho tơ loài này dai gấp hai lần so với bất kỳ tơ các loài nhện khác được biết đến.
Tơ loài nhện này không chỉ sợi tơ dài nhất đã từng được quan sát, mà con có nhưng là trong số các tổ tơ cầu lớn nhất từng thấy, diện tích lên đến 2,8 mét vuông.